# Elecciones provinciales de La Pampa de 1983
Las Elecciones generales de La Pampa de 1983 se realizaron el 30 de octubre para elegir gobernador, vicegobernador y 21 diputados provinciales. El resultado estableció que el peronista Rubén Marín fuera electo gobernador.

## Reglas electorales
- Gobernador y vicegobernador electos por mayoría simple.
- 21 diputados, la totalidad de los miembros de la Cámara de Diputados Provincial. Electos por toda la provincia por sistema d'Hondt con un piso electoral de 3%.

## Elecciones generales

### Gobernador y vicegobernador
| Fórmula               | Fórmula               | Partido               | Partido                                | Votos   | %     |
| Gobernador            | Vicegobernador        | Partido               | Partido                                | Votos   | %     |
| --------------------- | --------------------- | --------------------- | -------------------------------------- | ------- | ----- |
| Rubén Marín           | Manuel Justo Baladrón |                       | Partido Justicialista                  | 50.094  | 40,78 |
| Antonio Berhongaray   |                       |                       | Unión Cívica Radical                   | 39.312  | 32,00 |
| Ismael Amit           |                       |                       | Movimiento Federalista Pampeano        | 24.631  | 20,05 |
| Rogelio Crespo        | Luis Guibelalde       |                       | Movimiento de Integración y Desarrollo | 5.082   | 4,14  |
|                       |                       |                       | Partido Demócrata Cristiano            | 1.083   | 0,88  |
| Carlos Pérez Funes    |                       |                       | Partido Socialista Auténtico           | 1.024   | 0,83  |
| Raúl Gallo            |                       |                       | Partido Intransigente                  | 918     | 0,75  |
| Santiago Badillo      | Aníbal Tellechea      |                       | Partido Comunista                      | 703     | 0,57  |
| Votos positivos       | Votos positivos       | Votos positivos       | Votos positivos                        | 122.847 | 96,13 |
| Votos en blanco       | Votos en blanco       | Votos en blanco       | Votos en blanco                        | 4.451   | 3,48  |
| Votos nulos           | Votos nulos           | Votos nulos           | Votos nulos                            | 495     | 0,39  |
| Participación         | Participación         | Participación         | Participación                          | 127.793 | 89,41 |
| Electores registrados | Electores registrados | Electores registrados | Electores registrados                  | 142.922 | 100   |
| Fuente:               |                       |                       |                                        |         |       |

### Cámara de Diputados
| Partido               | Partido                                | Votos   | %     | Bancas | Electos |
| --------------------- | -------------------------------------- | ------- | ----- | ------ | --- |
|                       | Partido Justicialista                  | 49.405  | 40,44 | 9/21   | Ver electos: - Felipe Ordóñez - Sirio Miguel Curto - Norberto Dante Ceria - Heriberto Eloy Mediza - Luis Ernesto Roldán - Juan Carlos Suárez - Jorge Nicanor Perrat - Guillermo Mario Rossi - Eva Trinidad Lobos |
|                       | Unión Cívica Radical                   | 39.252  | 32,13 | 7/21   | Ver electos: - Fernando José Altolaguirre - Miguel Ángel Racca - Emir Orlando di Nápoli - Carlos García García - Miguel Ángel Vagge - Sudi Leonardo Ranocchia - Luis Alberto Cazenave                            |
|                       | Movimiento Federalista Pampeano        | 23.811  | 19,49 | 4/21   | Ver electos: - Héctor Carlos Fazzini - Raúl Nicandro Morales - Hugo Frías - José Luis Vita |
|                       | Movimiento de Integración y Desarrollo | 5.115   | 4,19  | 1/21   | - Evaristo Rosas Arias |
|                       | Partido Socialista Auténtico           | 1.321   | 1,08  |        | |
|                       | Partido Demócrata Cristiano            | 1.289   | 1,06  |        | |
|                       | Partido Intransigente                  | 1.173   | 0,96  |        | |
|                       | Partido Comunista                      | 797     | 0,65  |        | |
| Votos positivos       | Votos positivos                        | 122.163 | 95,59 |        | |
| Votos en blanco       | Votos en blanco                        | 5.152   | 4,03  |        | |
| Votos nulos           | Votos nulos                            | 478     | 0,37  |        | |
| Participación         | Participación                          | 127.793 | 89,41 |        | |
| Electores registrados | Electores registrados                  | 143.922 | 100   |        | |
| Fuente:               |                                        |         |       |        | |